# Hakujaden
Легенда о Белой Змее (яп. 白蛇伝 Хакудзядэн) — первый цветной японский полнометражный анимационный фильм, а также первое аниме, которое было показано на территории США. Был выпущен студией Toei Animation 22 октября 1958 года. 

## Создание
Мультфильм является адаптацией известной китайской сказки: Легенда о белой змее (白蛇傳). Автор сценария, Син Уэхара заимствовал китайский стиль одежды персонажей и оригинальные имена. Идея создания китайской тематики была инициирована президентом студии Toei Animation Хироси Окавой, чтобы ослабить напряженное послевоенное отношение с соседними странами дальнего востока.
Фильм является первой серьёзной работой японских аниматоров, с высоким качеством графики. Над созданием мультфильма трудились 13 590 сотрудников, на что ушло 8 месяцев. Этот мультфильм создавался по западным технологиям с целью не уступить качеством западной анимации. Хотя мультфильм получил награды на Венецианском детском кинофестивале в Италии в 1959 году, создателей ждало разочарование, так как американская версия мультфильма претерпела значительные изменения: например маленькая красная панда стала котом, а все японские создатели в титрах были полностью удалены. В создании анимации также принимал участие Ринтаро, который в будущем стал одним из самых известных режиссёров.

## Сюжет
Сюжет разворачивается вокруг молодого юноши по имени Сюй Сянь, у которого когда то была любимая змейка, за которой он долгое время ухаживал. Однако родители заставили мальчика отпустить змею. Проходят годы и во время сильного шторма, змея чудесным образом превращается в прекрасную принцессу по имени Бай Нян. Она находит Сюй Сяня, но не может быть с ним вместе из-за злого монаха Фа Хая, который считает Бай злым духом. В конце концов, чтобы доказать истинность своей любви, Бай Нян жертвует своей магической силой и становится обыкновенной человеческой девушкой.